# إليوت رودريغيز
إليوت رودريغيز (بالإنجليزية: Eliott Rodriguez)‏ هو صحفي أمريكي، ولد في 1956.

## وصلات خارجية
- إليوت رودريغيز على موقع IMDb (الإنجليزية)